# Хелен Сілвермастер
Хелен П. Сільвермайстер (19 липня 1899 - 22 грудня 1991) була радянською шпигункою, яку звинуватили в зраді. 

## Біографія
Єлена (Хелен) Вітте народилася в 1899 році в Російській імперії. Її батько, барон Пітер Вітте, був радником царя Миколи II і виступав радником монгольського уряду. Після Жовтневої революції його заарештували більшовики, але згодом звільнили. Після арешту батька вона переїхала до Китаю і вийшла заміж за росіянина, яка стала відомою як Олена Волкова приблизно в 1923 році. 
Подружжя емігрувало до Сан-Франциско, штат Каліфорнія, у 1924 році, де того ж року народився їхній син Анатоль Борис Волков. (Не існує відомого зв’язку між Волковою та "Поп Фолкофом" чи Ісааком Фолкофом, іншим комуністом, що перебуває в Сан-Франциско.) Незабаром після народження сина пара розлучилася. Єлена почала стосунки з Натаном Грегорі Сільвермастером; подружжя одружилося в 1930 році і залишилося одруженим до смерті Натана в 1964 році.     
[джерело?]
Пара приїхала до Вашингтона в 1939 році. У Вашингтоні вона була одним з лідерів Вашингтонської книгарні, Американської ліги за мир і демократію, Вашингтонського комітету допомоги Китаю та Національної федерації конституційних свобод. Усі ці організації були організаціями, котрі підтримували Комінтерн та CPUSA. Її кодова назва з радянською розвідкою, ідентифікована в розшифровках Венони, була "Дора". 
Спочатку Джейкоб Голос був головним контактом групи Сільвермайстер, але його погане самопочуття означало, що він використовував Елізабет Бентлі для збору інформації з дому. Єлена з великою підозрою ставилася до Бентлі, і вона сказала Голосу, що переконана, що вона є агентом під прикриттям ФБР. Голос сказав їй, що вона смішна і що у неї немає іншого вибору, як працювати з нею. Сільвермайстри неохоче прийняли Бентлі як новий контакт. 
Кетрін С. Олмстед, автор «Червоної королеви шпигунів» (2002), зазначає: «Кожні два тижні Елізабет їздить у Вашингтон, щоб забрати документи у Сільвермайстрів, зібрати їхні партійні внески та доставити комуністичну літературу. Незабаром потік документів став настільки великим, що Ульман, фотограф-аматор, влаштував темну кімнату у своєму підвалі. Елізабет зазвичай збирала щонайменше два-три рулони мікрофільмованих таємних документів, і один раз отримувала цілих сорок. Вона зібрала б усі фільми та документи у в'язальну сумку чи інший невинний жіночий аксесуар, а потім відвезла б назад у Нью-Йорк на поїзді".  Москва скаржилася, що близько половини сфотографованих документів, отриманих влітку 1944 року, не читаються, і припустила, що Ульман пройшов кращу підготовку. Однак Павло Фітін, який відповідав за аналіз матеріалу, назвав це дуже важливими даними. 

## Смерть
Жінка померла 22 грудня 1991 року в Біч Хейвен, штат Нью-Джерсі, у віці 92 років. 

## Виноски
1. ↑  Allen Weinstein, The Hunted Wood: Soviet Espionage in America (1999) page 163
2. 1 2  http://spartacus-educational.com/Helen_Silvermaster.htm
3. ↑  Kathryn S. Olmsted, Red Spy Queen (2002) page 46

## Подальше читання
- Аллен Вайнштейн та Олександр Васильєв, Привиданий ліс: радянський шпигунство в Америці - епоха Сталіна. Нью-Йорк: Випадковий будинок, 1999.